# James L. White
James L. White (Kentucky, 15 de novembro de 1947 — Santa Mônica, 23 de julho de 2015) foi um roteirista norte-americano.